# Art de la parole
L'art de la parole est une forme d'expression artistique visant à cultiver l'expression orale dans le domaine des arts, de la pédagogie et de la thérapie. Cette discipline fut développée par Rudolf Steiner en collaboration avec Marie Steiner dans les années 1920.

## Généralités
Dans la conception de Steiner,  la parole est, pour l'âme humaine, un moyen d'expression universel.  C'est par la parole que l'individu se manifeste de la façon la plus directe. Lors de répétitions pour jouer divers drames, au début du XXe siècle, une idée prit forme, à savoir, d'améliorer la récitation des textes en formant plus consciemment et plus artistiquement chacune des sonorités afin que les paroles prononcées sur scène acquièrent une plus grande intensité et une force expressive accrue. Cette nouvelle façon de se saisir de la parole se développa alors au fil du temps grâce à Michael Tchekhov notamment, jusqu'à devenir une activité artistique en soi, qui a été et est encore mise en œuvre dans de nombreuses productions scéniques.

## Récitation et déclamation
L'art de la parole trouve son application dans le domaine de la récitation et de l'élocution soit dans le jeu théâtral sur scène, soit dans le domaine de la prise de parole ordinaire sans artifices scéniques. D'après Steiner, si l'on veut donner à la parole une forme artistique, il importe de lier le caractère du mot à un élément de mimique gestuelle.

## Thérapie
Un travail sur la parole et des actions thérapeutiques fondées sur l'art de la parole sont préconisés lorsque l'articulation, le souffle dans la parole, et la capacité d'expression dans son ensemble, sont perturbés ou entravés. L'art de la parole va, en thérapie, travailler sur la qualité des voyelles et des consonnes, et sur les rythmes et les formes stylistiques que sont l'épique, le lyrique et le dramatique. L'art de la parole est recommandé pour les problèmes d'élocution, les difficultés à prendre la parole, les troubles de la concentration, et pour élargir l'utilisation du vocabulaire, tant actif que passif. Dans le cadre de recours à une combinaison d'arts thérapeutiques, l'art de la parole est utilisé pour diverses maladies ou tendances pathologiques. Par le rétablissement d'une juste maîtrise des sons parlés et des rythmes, par des exercices de volubilité, ou des récitations de poèmes, par un travail sur la posture, le mouvement et la gestuelle, il est possible d'atteindre un renforcement et une revitalisation dans le rapport à soi-même et dans son rapport au monde. Une pionnière dans ce domaine est Christa Slezak-Schindler, qui a tout d'abord travaillé dans une école waldorf et est maintenant active dans sa propre institution.

## Pédagogie
Dans la pédagogie Waldorf de même que dans la pédagogie curative, l'art de la parole est utilisé pour travailler sur la capacité de perception de la parole et sur la faculté d'élocution, en tant qu'art-thérapie de soutien.
Il n'est pas seulement pratiqué avec les élèves ayant besoin d'un soutien de ce type, il est aussi pratiqué par les professeurs afin qu'ils puissent, grâce aux vertus de l'imitation, agir préventivement sur les enfants.
Dans les projets de théâtre et dans les jeux de classe, l'art de la parole peut aussi intervenir de façon bienvenue.

## Littérature (sélection)
- Wilfried Hammacher, Die Grundelemente der Sprachgestaltung und Schauspielkunst nach Rudolf Steiner, Dornach, 2005,  (ISBN 978-3-7235-1241-8)
- Rudolf Steiner, Marie Steiner-von Sivers, Methodik und Wesen der Sprachgestaltung, Dornach, 1983,  (ISBN 978-3-7274-2800-5)
- Rudolf Steiner, Marie Steiner-von Sivers, Sprachgestaltung und dramatische Kunst, Dornach, 1981,  (ISBN 978-3-7274-2820-3)
- Dietrich von Bonin, Barbara Denjean-von Stryk, Therapeutische Sprachgestaltung, Bad Liebenzell, 2002,  (ISBN 978-3-92644447-9)
- Christa Slezak-Schindler, Künstlerisches Sprechen im Schulalter, Bad Liebenzell, 2007,  (ISBN 978-3-927286-74-0)

## Sur le Web
- Berufsverband Sprachgestaltung
- Artikel Sprachgestaltung im Anthrowiki
- Informations concernant l'art de la parole sur le site web du Goetheanum